# 安德里伊夫卡 (波克羅夫西克市鎮)
47°54′1″N 36°11′31″E / 47.90028°N 36.19194°E
安德里伊夫卡（烏克蘭語：Андріївка）是位於烏克蘭中部的村莊，由第聶伯羅彼得羅夫斯克州裡錫內利尼科韋區的波克羅夫西克市鎮負責管轄。該村處於蓋丘爾河右岸，分別距離奧斯塔皮夫西克0.5公里和皮桑齊3公里，始建於1924年，海拔高度82米，2001年人口753。